# Cypriano Biasino
Cypriano Biasino (* 1580 in Lanzo d’Intelvi, Lombardei; † 2. Juni 1636 in Krems) war ein Baumeister des Barocks.

## Leben
Cypriano Biasino wurde als Sohn des Alexius Biasino geboren. Am 31. Jänner 1606 heiratete er Margarete Ciresore, die Tochter des Antonio Ciresore in der Kirche San Siro zu Lanzo. 1606 wanderte er nach Österreich aus. Im steirischen Bruck an der Mur arbeitete er als Stadtmaurermeister. 1612 wurde die Tochter Domenica geboren und getauft. Am 3. Dezember 1623 wurde der Sohn Hieronymus Antonius geboren.

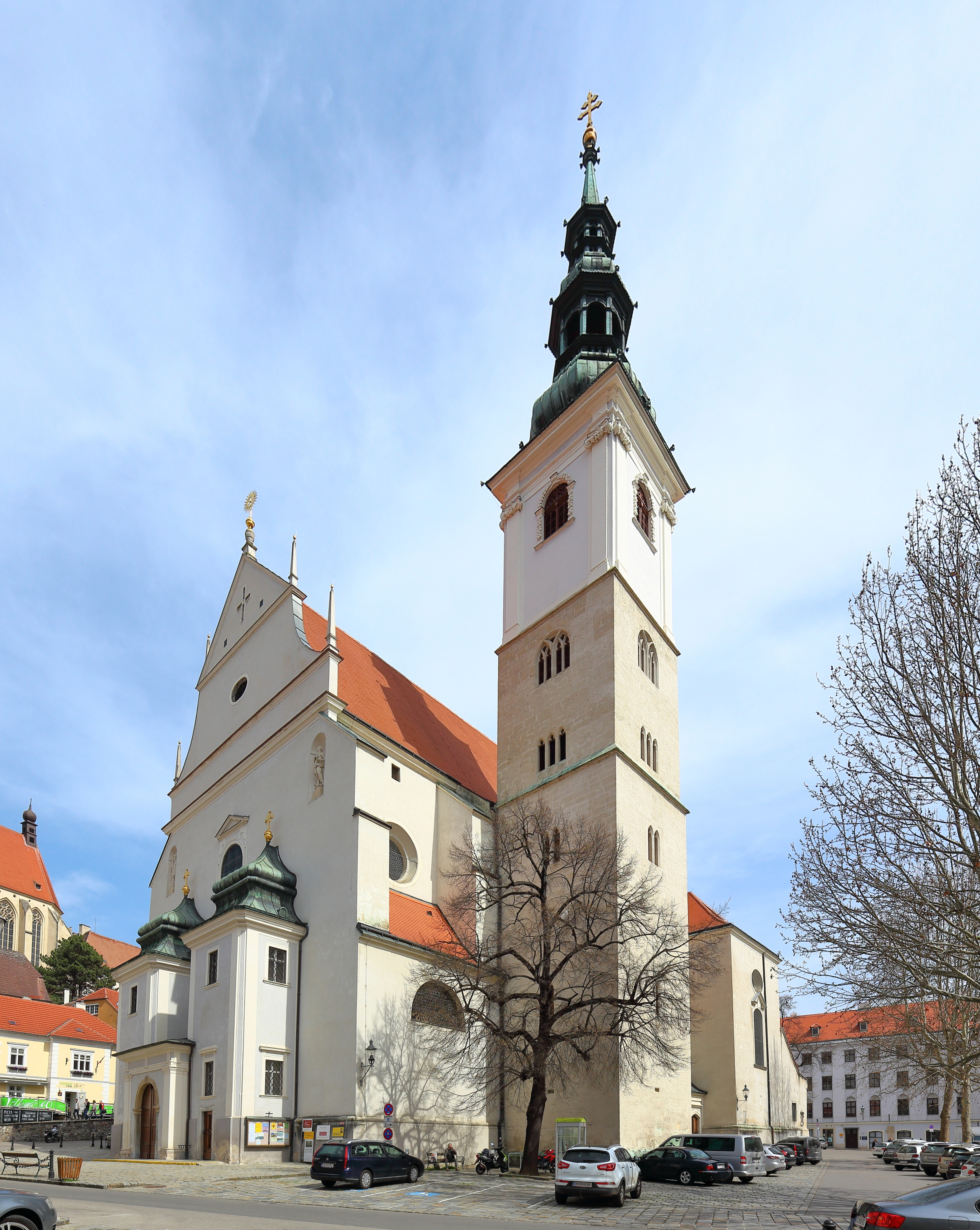
Cypriano Biasino: Pfarrkirche St. Veit, Krems (1616–1630)

## Familien-, Freundes- und Auftraggeberkreis
Wichtigster Auftraggeber für Cipriano Biasino war mit Sicherheit der Abt von Stift Göttweig Georg Falb, der, selbst aus der Steiermark kommend, möglicherweise den Baumeister für den Bau der Pfarrkirche St. Veit in Krems an der Donau vermittelte.

## Werke
- Brücke in Kapfenberg, Oktober 1606
- Mitarbeit an der Abtei Seckau in der Steiermark, 1610/11
- Pfarrkirche St. Veit in Krems, 1616–30
- Stiftes Göttweig, 1631–34
- Johanneskirche in Hundsheim bei Mautern, 1628–?
- Restaurierung und Neueinwölbung der Fialenkirche Wehrkirche St. Michael bei Weißenkirchen in der Wachau, 1630–34
- Baupläne zum Jesuitenkolleg in Krems, ?–1636
- Dominikanerkirche St. Maria Rotunda in Wien, 1631–34